# Max Wönner
Max Wönner (* 9. Dezember 1896 in München; † 22. November 1960 ebenda) war ein deutscher Politiker (SPD). Er wurde in der ersten Bundestagswahl 1949 in den Deutschen Bundestag gewählt, aus dem er nach dieser Legislaturperiode wieder ausschied, um sich auf die Gewerkschaftsarbeit zu konzentrieren.

## Leben
Max Wönner wurde am 9. Dezember 1896 in München geboren. Mit fünfzehn Jahren schloss er seine schulische Ausbildung ab und begann eine Lehre als Schlosser. Im selben Jahr trat er auch dem Deutschen Metallarbeiter-Verband bei, im Jahr 1917 der Sozialdemokratischen Partei Deutschlands. Er wurde im Ersten Weltkrieg zur Armee einberufen und befand sich von 1918 bis 1919 in englischer Kriegsgefangenschaft. Nach seiner Entlassung war er erst im Ortsverwaltungsdienst des Deutschen Verkehrsbundes tätig, ab 1926 besuchte er die Akademie der Arbeit und ab 1927 die Arbeiterhochschule Ficecroft College in Birmingham. Wegen seiner politischen Arbeit wurde er 1933 vorübergehend verhaftet und konnte außerdem bis 1939 seinen Beruf nicht mehr ausüben. Direkt nach dem Ausbruch des Zweiten Weltkrieges wurde er wieder eingezogen und war bis zum Kriegsende 1945 Soldat.

## Politik

### Abgeordneter
Direkt nach dem Ende des Krieges nahm Wönner seine Arbeit in der Gewerkschaftsbewegung wieder auf. Seine Erfahrung und Kompetenz brachten ihm das Amt des Generalsekretärs des Bayerischen Gewerkschaftsbundes und den des Ortsvorsitzenden von München ein. Er gehörte zudem dem Landesbezirksvorstand als hauptamtliches Mitglied an, musste sich jedoch oftmals Kritik gefallen lassen, da er jahrelang als Gewerkschaftsfunktionär auch noch eine Druckerei betrieb. Bei den ersten Bundestagswahlen 1949 wurde er im Bundestagswahlkreis München-Süd als Abgeordneter der SPD gewählt. Bei der nächsten Wahl 1953 verzichtete er auf eine erneute Kandidatur, um sich auf seine Gewerkschaftsarbeit konzentrieren zu können. 

### Gewerkschafter
Wönner wurde in den folgenden Jahren ein Gegner der Wiederaufrüstung Deutschlands. Sein wachsender Einfluss machte sich unter anderem im Januar 1955 bemerkbar, als der langjährige DGB-Landesvorsitzende Lorenz Hagen bei der Neuwahl des Vorsitzenden des Landesbezirks Bayern des Deutschen Gewerkschaftsbundes (DGB) deutlich gegen Wönner verlor. Nach der gewonnenen Wahl zeigte er seine Ablehnung der Politik der Bundesregierung durch mehrere Erklärungen auf einer Großkundgebung des DGB in München. 
Nach dem Sieg der CDU bei den Bundestagswahlen 1957 prophezeite er den Untergang der SPD und kritisierte sie wegen der Forderung nach Sozialisierung. Diese Äußerungen auf einer Gewerkschaftsversammlung in Augsburg sorgten sowohl bei der Partei als auch in der Gewerkschaft für Aufsehen. Er wurde aufgefordert, aus dem Landesausschuss der SPD auszuscheiden, in den er als Vertreter Münchens geschickt worden war. Auch dem Hauptvorstand des DGB musste er sich kurz darauf stellen. Die nächsten Monate waren von gesundheitlichen Problemen gekennzeichnet. Am 1. März 1958 ging Wönner aus gesundheitlichen Gründen in den Ruhestand und verstarb am 22. November 1960 im Alter von 63 Jahren in München.

## Auszeichnungen
1959: Bayerischer Verdienstorden